# Analía Ivars
Analía Ivars (29 de enero de 1963) es una actriz española que ha participado en treinta películas y cuatro series de televisión, entre las décadas de 1980 y 2010. 

## Filmografía completa
- Cenizas bajo el mar (2014) (corto/narradora)
- Haz de tu vida una obra de arte (2014)
- Helter Skelter (2000)
- Doctor Wong (1999)
- Los blues del vampiro (1999)
- Marie Cookie (1998)
- Lady Frankenstein (1998)
- Carne fresca (1997)
- Los negocios de mamá (1997) (serie TV)
- Serie negra (1994) (miniserie TV)
- Pelotazo nacional (1993)
- El abuelo, la condesa y Escarlata la traviesa  (1992)
- Crónicas urbanas (1991-1992) (serie TV)
- Trampa para una esposa (1991)
- Pareja enloquecida busca madre de alquiler (1990)
- El equipo Aahhgg (1989)
- La clínica loca (1988)
- Casa de masajes (1988)
- ¡No hija, no! (1987)
- Las chicas del tanga (1987)
- Casanova (1987)
- Escalera exterior, escalera interior (serie TV) (1986)
- Les amazones du temple d'or (1986)
- El orden cómico (1986)
- Operación Mantis (El exterminio del macho) (1985)
- Juego sucio en Casablanca (1985)
- El rollo de septiembre (1985)
- Bahía Blanca (1984)
- Escuadrón pantera (1984)
- Al este del oeste (1984)
- Historia de O (II parte) (1984)
- ¿Cuánto cobra un espía? (1984)
- Los blues de la calle Pop (1983)
- El Hundimiento de la Casa Usher (1983)